# Apicia megania
Apicia megania là một loài bướm đêm trong họ Geometridae.